# Интернет
 синий: .net, .ca, .us
 зелёный: .com, .org
 красный: .mil, .gov, .edu
 фиолетовый: .uk, .it, .pl, .fr
 золотой: .br, .kr, .nl
 жёлтый: .jp, .cn, .ru, .tw, .au, .de
 белый: домен неизвестен
Интерне́т (англ. Internet, от англ. Internet protocol — досл.: «межсетевой протокол», по первому протоколу передачи данных, который объединил отдельные компьютерные сети во всемирную сеть, «сеть сетей») — коммуникационная сеть и всемирная система объединённых компьютерных сетей для хранения и передачи информации.
Раньше упоминался как Всемирная сеть и Глобальная сеть, а также просто Сеть. Построена на базе стека протоколов TCP/IP. На основе интернета работает Всемирная паутина (World Wide Web, WWW) и множество других систем передачи данных. К началу 2023 года число пользователей достигло 5,16 млрд человек, что составляет более 50 % от всех жителей планеты Земля. В начале апреля 2025 года число пользователей интернета достигло 5,64 млрд человек. Во многом это было обусловлено широким распространением сотовых сетей с доступом в интернет стандартов 3G, 4G и 5G, развитием социальных сетей и удешевлением интернет-трафика.
Суперуспешное развитие интернета во многом объясняется также тем, что со второй половины 2010-х годов мировая Сеть фактически стала полномасштабной заменой всем классическим инструментам получения информации, связи и коммуникации. Все «классические» СМИ — телевидение, радио и печатные издания — имеют полноценные онлайн‑версии. Кроме того, существует безграничное множество интернет-СМИ и блог-платформ, соединяющих все признаки различных форм коммуникации, делая контент более «живым» и менее зависимым от штампов. На сегодняшний день самыми популярными интернет‑ресурсами являются социальные сети (Facebook, Instagram, Twitter), мессенджеры (WhatsApp, Viber, Telegram), а также онлайн-энциклопедия Википедия и видеохостинг YouTube, который для многих пользователей стал «новым телевидением», «заменой телевидению» и т. д. Несмотря на то, что все последние десятилетия интернет семимильными шагами идёт к тому, чтобы полностью вытеснить из повседневной жизни телевидение, в 2020-х годах наметилась тенденция к фактическому возрождению более-менее привычного ТВ через интернет. В настоящее время во всё большем количестве стран всё больше телеканалов становится доступно в формате своего традиционного эфира через YouTube TV и другие аналогичные сервисы. В частности, это позволяет сохранять привычный формат телерекламы.

## Написание

### С заглавной или строчной буквы
В 4-м издании «Русского орфографического словаря» РАН (2012) в соответствии с практикой письма и решением Орфографической комиссии РАН предложены два варианта написания — со строчной и заглавной буквы.

### Склонение
Слово «интернет» склоняется по правилам русской грамматики как существительное мужского рода, ничем не отличаясь от таких слов, как интернат и интерфейс, и имеет второй тип склонения. Поэтому писать следует: в И/интернете, структура И/интернета.

## История

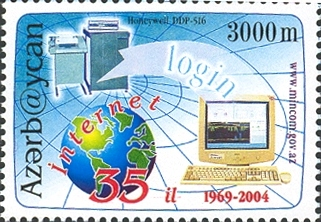
35 лет Интернету, 1969—2004.
Марка, 2004 г.

Принципы, по которым строится Интернет, впервые были применены в сети ARPANET, созданной в 1969 году по заказу американского агентства DARPA. Используя наработки ARPANET, в 1984 году Национальный научный фонд США создал сеть NSFNET для связи между университетами и вычислительными центрами. В отличие от закрытой ARPANET, подключение к NSFNET было достаточно свободным и к 1992 году к ней подключились более 7500 мелких сетей, включая 2500 за пределами США. С передачей опорной сети NSFNET в коммерческое использование появился современный Интернет.

### Разработка концепции
Первой исследовательской программой в направлении быстрой передачи сообщений руководил Джозеф Ликлайдер, опубликовавший в 1962 году работу «Galactic Network». Благодаря Ликлайдеру появилась первая детально разработанная концепция компьютерной сети. Она была подкреплена работами Леонарда Клейнрока в области теории коммутации пакетов для передачи данных (1961—1964). В 1962 году Пол Бэран из RAND Corporation подготовил доклад «On Distributed Communication Networks». Он предложил использовать децентрализованную систему связанных между собой компьютеров (все компьютеры в сети равноправны), которая даже при разрушении её части будет работоспособна. Этим решались две важные задачи — обеспечение работоспособности системы и неуничтожимость данных, которые оказываются сохранёнными на разнесённых друг от друга компьютерах. Предлагалось передавать сообщения в цифровом, а не в аналоговом виде. Само сообщение предлагалось разбивать на небольшие порции — «пакеты», и передавать по распределённой сети все пакеты одновременно. Из принятых в месте назначения дискретных пакетов сообщение заново «собиралось». В 1967 году Ларри Робертс предложил связать между собой компьютеры ARPA. Начинается работа над созданием первой интернет-сети ARPANet. Параллельно в Англии Дональд Дэвис разработал концепцию Сети и добавил в неё существенную деталь — компьютерные узлы должны не только передавать данные, но и стать переводчиками для различных компьютерных систем и языков. Именно Дэвису принадлежит термин «пакет» для обозначения фрагментов файлов, пересылаемых раздельно. Между Калифорнийским университетом в Лос-Анджелесе, Стэнфордским исследовательским институтом, Калифорнийским университетом в Санта-Барбаре и университетом штата Юта прокладывается специальный кабель связи. Группа специалистов Фрэнка Харта из BBN приступила к решению технических проблем по организации сети ARPANET.

### ARPANET (1969—1990)
Разработка такой сети была поручена Калифорнийскому университету в Лос-Анджелесе, Стэнфордскому исследовательскому центру, Университету Юты и Университету штата Калифорния в Санта-Барбаре. Компьютерная сеть была названа ARPANET (англ. Advanced Research Projects Agency Network), и в 1969 году в рамках проекта сеть объединила четыре указанных научных учреждения. Все работы финансировались Министерством обороны США. Затем сеть ARPANET начала активно расти и развиваться, её начали использовать учёные из разных областей науки.
Первый сервер ARPANET был установлен 2 сентября 1969 года в Калифорнийском университете (Лос-Анджелес). Компьютер Honeywell DDP-516 имел 24 Кб оперативной памяти.
29 октября 1969 года в 21:00 между двумя первыми узлами сети ARPANET, находившимися на расстоянии в 640 км — в Калифорнийском университете Лос-Анджелеса (UCLA) и в Стэнфордском исследовательском институте (SRI) — провели сеанс связи. Чарли Клайн (Charley Kline) пытался выполнить удалённое подключение из Лос-Анджелеса к компьютеру в Стэнфорде. Успешную передачу каждого введённого символа его коллега Билл Дювалль (Bill Duvall) из Стэнфорда подтверждал по телефону.
В первый раз удалось отправить всего два символа «LO» (изначально предполагалось передать «LOG») после чего сеть перестала функционировать. LOG должно было быть словом LOGIN (команда входа в систему). В рабочее состояние систему вернули уже к 22:30, и следующая попытка оказалась успешной. Именно эту дату можно считать днём рождения интернета.
К 1971 году была разработана первая программа для отправки электронной почты по сети. Эта программа сразу стала популярна среди пользователей сети.
В 1973 году к сети были подключены через трансатлантический телефонный кабель первые иностранные организации из Великобритании и Норвегии, сеть стала международной.
В 1970-х годах сеть в основном использовалась для пересылки электронной почты, тогда же появились первые списки почтовой рассылки, новостные группы и доски объявлений. Однако в то время сеть ещё не могла легко взаимодействовать с другими сетями, построенными на других технических стандартах. К концу 1970-х годов начали бурно развиваться протоколы передачи данных, которые были стандартизированы в 1982—1983 годах. Активную роль в разработке и стандартизации сетевых протоколов играл Джон Постел. 1 января 1983 года сеть ARPANET перешла с протокола NCP на TCP/IP, который успешно применяется до сих пор для объединения («наслоения») сетей. Именно в 1983 году термин «интернет» закрепился за сетью ARPANET 
В 1984 году была разработана система доменных имён (англ. Domain Name System, DNS).

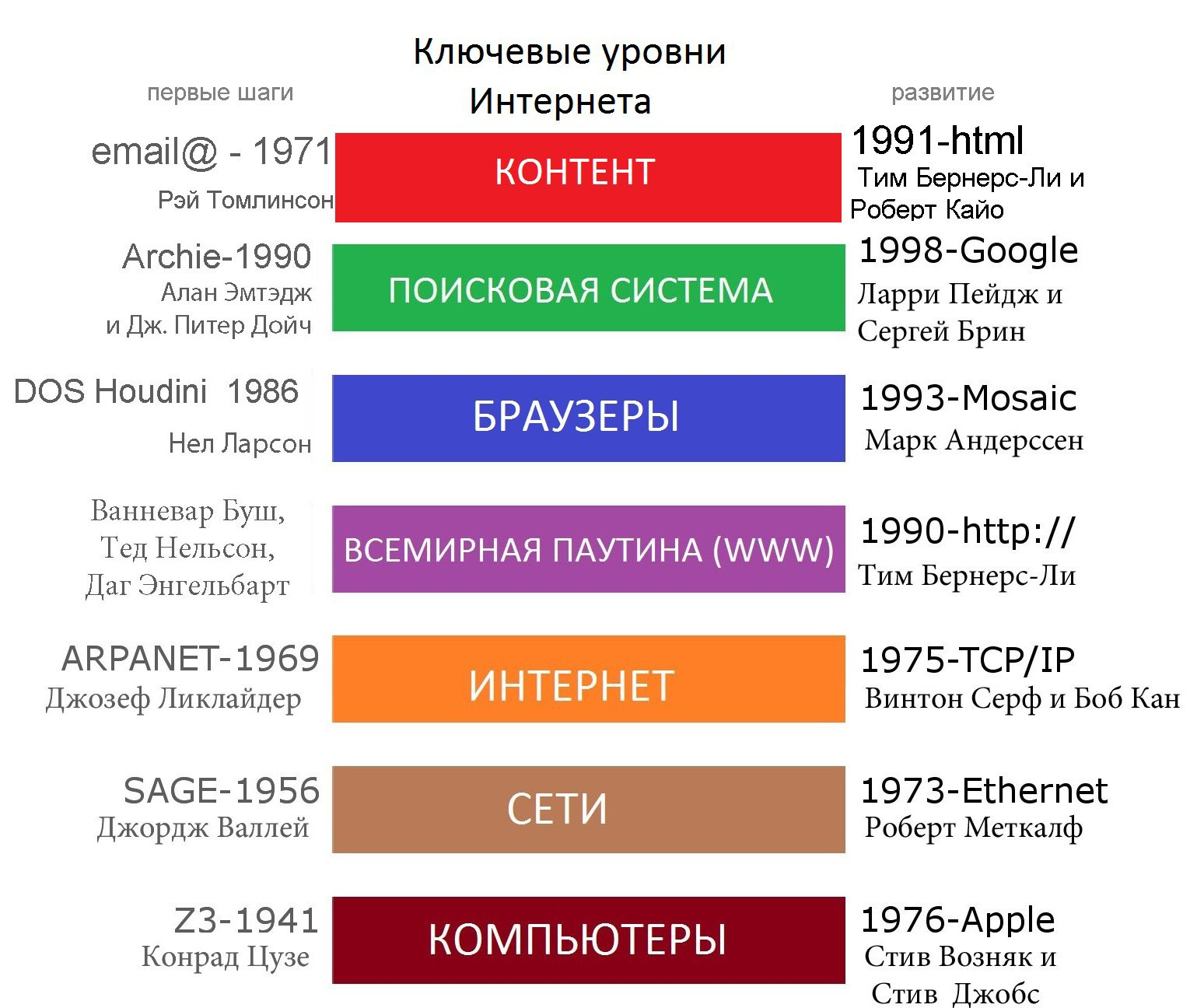
Стремительное развитие Интернета

### NSFNet (1984—1995)
В 1984 году у сети ARPANET появился серьёзный соперник: Национальный научный фонд США (NSF) основал обширную межуниверситетскую сеть NSFNet (англ. National Science Foundation Network), которая была составлена из более мелких сетей (включая известные тогда сети Usenet и Bitnet) и имела гораздо бо́льшую пропускную способность, чем ARPANET. К этой сети за год подключились около 10 тыс. компьютеров, название «интернет» начало плавно переходить к NSFNet.
В 1988 году был разработан протокол Internet Relay Chat (IRC), благодаря чему в интернете стало возможно общение в реальном времени (чат).
В 1989 году в Европе, в стенах Европейского совета по ядерным исследованиям (ЦЕРН) родилась концепция Всемирной паутины. Её предложил знаменитый британский учёный Тим Бернерс-Ли. Он же в течение двух лет разработал протокол HTTP, язык HTML и идентификаторы URI.
Соавтор Тима Бернерса-Ли по формулировке целей и задач проекта World Wide Web в ЦЕРН, бельгийский исследователь Роберт Кайо, разъяснял позднее его понимание истоков этого проекта:

История всех великих изобретений, как это давно и хорошо известно, базируется на большом числе им предшествующих. В случае Всемирной паутины (WWW) следовало бы в этом контексте, видимо, отметить по крайней мере два важнейших для успеха проекта пути развития и накопления знаний и технологий: 1) история развития систем типа гипертекста …; 2) Интернет-протокол, который, собственно, и сделал всемирную сеть компьютеров наблюдаемой реальностью.
— Из речи на открытии Европейского отделения W3 Консорциума. Париж. Ноябрь 1995.
В 1990 году сеть ARPANET прекратила своё существование, полностью проиграв конкуренцию NSFNet. В том же году было зафиксировано первое подключение к интернету по телефонной линии (т. н. «дозво́н», англ. dialup access).

### Всемирная паутина (1991 — н. в.)
В 1991 году Всемирная паутина стала общедоступна в интернете, а в 1993 году появился знаменитый веб-браузер NCSA Mosaic. Всемирная паутина набирала популярность.

Можно считать, что существуют две ясно различимые эры в истории Web: [до браузера Mosaic] Марка Андриссена и после.
Именно сочетание веб-протокола от Тима Бернерс-Ли, который обеспечивал коммуникацию, и браузера (Mosaic) от Марка Андриссена, который предоставил функционально совершенный пользовательский интерфейс, создало условия для наблюдаемого взрыва (интереса к Веб). За первые 24 месяца, истекшие после появления браузера Мosaic, Web прошёл стадию от полной неизвестности (за пределами считанного числа людей внутри узкой группы учёных и специалистов лишь одного мало кому известного профиля деятельности) до полной и абсолютно везде в мире его распространённости.
— A Brief History of Cyberspace, Mark Pesce, ZDNet, 15 октября 1995
В 1995 году NSFNet вернулась к роли исследовательской сети, маршрутизацией всего трафика интернета теперь занимались сетевые провайдеры, а не суперкомпьютеры Национального научного фонда.
В том же 1995 году Всемирная паутина стала основным поставщиком информации в интернете, обогнав по трафику протокол пересылки файлов FTP, а за год до этого был образован Консорциум Всемирной паутины (W3C). Можно сказать, что Всемирная паутина преобразила интернет и создала его современный облик. С 1996 года Всемирная паутина почти полностью подменяет собой понятие «интернет».
В 1990-е годы интернет объединил в себе большинство существовавших тогда сетей (хотя некоторые, как Фидонет, остались обособленными). Объединение выглядело привлекательным благодаря отсутствию единого руководства, а также благодаря открытости технических стандартов интернета, что делало сети независимыми от бизнеса и конкретных компаний. К 1997 году в интернете насчитывалось уже около 10 млн компьютеров, было зарегистрировано более 1 млн доменных имён. Интернет стал очень популярным средством для обмена информацией.
В настоящее время подключиться к интернету можно через спутники связи, радиоканалы, кабельное телевидение, телефон, сотовую связь, специальные оптико-волоконные линии или электропровода. Всемирная сеть стала неотъемлемой частью жизни в развитых и развивающихся странах.
В течение пяти лет Интернет достиг аудитории свыше 50 миллионов пользователей. Другим средствам коммуникации требовалось гораздо больше времени для достижения такой популярности:
| Информационная среда  | Время, лет |
| --------------------- | ---------- |
| Радио                 | 38         |
| Телевидение           | 13         |
| Кабельное телевидение | 10         |
| Интернет              | 5          |

С 22 января 2010 года прямой доступ в интернет получил экипаж Международной космической станции.
В сентябре 2017 года ООН сообщила о том, что доступ к интернету имеют около половины (48 %) населения Земли. При этом с 2010 года количество интернет-пользователей увеличилось на 1,5 млрд человек.
Согласно ежегодному исследованию цифрового качества жизни в разных странах, проводимому специалистами компании Surfshark, наиболее доступным в 2022 году оказался интернет в Израиле и Армении. Россия также вошла в десятку лучших, расположившись на шестой строчке рейтинга. Основным фактором при оценке стало соотношение самых дешёвых тарифов для широкополосного фиксированного и мобильного интернета и средней почасовой зарплаты в стране.

### Предсказания появления
- Русский писатель, философ и общественный деятель XIX века Владимир Одоевский в незаконченном утопическом романе «4338-й год», написанном в 1837 году, похоже, первым предсказал появление современных блогов и интернета: в тексте романа есть строки: «между знакомыми домами устроены магнетические телеграфы, посредством которых живущие на далёком расстоянии общаются друг с другом».
- Идею применения электрической информационной связи для целей бизнеса упоминал в 1908 году Никола Тесла[27]:

Когда проект будет завершён, бизнесмен в Нью-Йорке сможет диктовать указания, и они будут немедленно появляться в его офисе в Лондоне или любом другом месте. Он сможет со своего рабочего места позвонить любому абоненту на планете, не меняя существующего оборудования. Дешёвое устройство, по размерам не больше, чем часы, позволит его обладателю слушать на воде и суше музыку, песни, речи политиков, учёных, проповеди священников, доставляемые на большие расстояния. Таким же образом любое изображение, символ, рисунок, текст могут быть переданы из одного места в другое. Миллионы таких устройств могут управляться единственной станцией.
Однако, важнее всего этого станет беспроводная передача энергии...
Оригинальный текст (англ.)
As soon as completed, it will be possible for a business man in New York to dictate instructions, and have them instantly appear in type at his office in London or elsewhere. He will be able to call up, from his desk, and talk to any telephone subscriber on the globe, without any change whatever in the existing equipment. An inexpensive instrument, not bigger than a watch, will enable its bearer to hear anywhere, on sea or land, music or song, the speech of a political leader, the address of an eminent man of science, or the sermon of an eloquent clergyman, delivered in some other place, however distant. In the same manner any picture, character, drawing, or print can be transferred from one to another place. Millions of such instruments can be operated from but one plant of this kind. More important than all of this, however, will be the transmission of power, without wires…
- Английский писатель Эдвард Морган Форстер в фантастической повести-антиутопии «Машина останавливается» (1909) изобразил всемирную автоматическую систему, обслуживающую человечество. Люди становятся полностью зависимы от неё, постепенно деградируют физически и живут почти безвылазно и одиноко в своих квартирах-сотах, общаясь только виртуально. Система даёт сбой и останавливается, все погибают. Предсказана будущая для тогдашнего времени проблема, связанная с интернетом — далеко зашедшая интернет-зависимость[28].
- В рассказе Мюррея Лейнстера «Логический компьютер по имени Джо» (1946) описана мировая сеть, объединяющая «логиков» (компьютеры), которые подключаются и получают информацию от всех сервисов (банковских, авиарейсы, рецепты и пр.), показывают видео (в том числе и на заказ) и многое другое. Главный герой — бракованный логик Джо  — в итоге становится ИИ.
- Многие писатели-фантасты описывали большие общенациональные или общепланетные компьютеры, которые можно назвать прообразом современных интернет-серверов. Среди них Мультивак (1955—1979), придуманный Айзеком Азимовым, Большой Всепланетный Информаторий (1970—80-е годы) братьев Стругацких, Большая Академическая Машина в романе «Люди как боги» (1966) Сергея Снегова[29]. В этих случаях писатели-фантасты отталкивались от современных им мэйнфреймов, увеличивая их масштабы.
- В 1974 году Андрей Сахаров писал в своей работе «Мир через полвека»[30]:

В перспективе, быть может, поздней, чем через 50 лет, я предполагаю создание всемирной информационной системы (ВИС), которая сделает доступным для каждого в любую минуту содержание любой книги, когда-либо и где-либо опубликованной, содержание любой статьи, получение любой справки. ВИС должна включать индивидуальные миниатюрные запросные приёмники-передатчики, диспетчерские пункты, управляющие потоками информации, каналы связи, включающие тысячи искусственных спутников связи, кабельные и лазерные линии. Даже частичное осуществление ВИС окажет глубокое воздействие на жизнь каждого человека, на его досуг, на его интеллектуальное и художественное развитие. В отличие от телевизора, который является главным источником информации многих современников, ВИС будет предоставлять каждому максимальную свободу в выборе информации и требовать индивидуальной активности.

### Перспективы
Подобно тому, как коммерческие интернет-провайдеры соединяются посредством точек обмена трафиком, исследовательские сети объединяются в свои подсети, такие как:
- National LambdaRail;
- Abilene Network;
- GEANT;
- GLORIAD.

В России наиболее известен проект «А́билин» (англ. Abilene Network) — высокоскоростная экспериментальная сеть, созданная и поддерживаемая американским консорциумом «Интернет 2» (англ. Internet2). Сам консорциум является некоммерческой организацией и занимается разработкой передовых приложений и сетевых технологий. Его сеть Абилин уже объединяет более 230 американских университетов, научных центров и других учреждений. Особенностью сети Абилин является высокая скорость передачи данных, теоретически она может достигать 200 Гбит/с.
Дальнейшее совершенствование общедоступной сети интернет многие связывают со внедрением концепции семантической паутины, что позволило бы людям и компьютерам более эффективно взаимодействовать в процессе создания, классификации и обработки информации.

## Ключевые принципы
См. также: Маршрутизация в сети Интернет
Интернет состоит из многих тысяч корпоративных, научных, правительственных и домашних компьютерных сетей. Объединение сетей разной архитектуры и топологии стало возможно благодаря протоколу IP (англ. Internet Protocol) и принципу маршрутизации пакетов данных.
Сам протокол IP был рождён в дискуссиях внутри организации IETF (англ. Internet Engineering Task Force; Task force — группа специалистов для решения конкретной задачи), чьё название можно вольно перевести как «Группа по решению задач проектирования интернета». IETF и её рабочие группы по сей день занимаются развитием протоколов Всемирной сети. IETF открыта для публичного участия и обсуждения. Комитеты организации публикуют так называемые документы RFC. В этих документах даются технические спецификации и точные объяснения по многим вопросам. Некоторые документы RFC возводятся организацией IAB (англ. Internet Architecture Board — Совет по архитектуре интернета) в статус стандартов интернета (англ. Internet Standard). С 1992 года IETF, IAB и ряд других интернет-организаций входят в Общество интернета (англ. Internet Society, ISOC). Общество интернета предоставляет организационную основу для разных исследовательских и консультативных групп, занимающихся развитием интернета.

### Протоколы
Протокол, в данном случае, — это, образно говоря, «язык», используемый компьютерами для обмена данными при работе в сети. Чтобы различные компьютеры сети могли взаимодействовать, они должны «разговаривать» на одном «языке», то есть использовать один и тот же протокол. Проще говоря, протокол — это правила передачи данных между узлами компьютерной сети. Систему протоколов интернета называют «стеком протоколов TCP/IP».
Наиболее распространённые в интернете протоколы (в алфавитном порядке, сгруппированные в примерном соответствии модели OSI):
| Уровень OSI             | Протоколы, примерно соответствующие уровню OSI                                       |
| ----------------------- | ------------------------------------------------------------------------------------ |
| Прикладной              | BGP, DNS, FTP, HTTP, HTTPS, IMAP, LDAP, POP3, SNMP, SMTP, SSH, Telnet, XMPP (Jabber) |
| Сеансовый/Представления | SSL, TLS                                                                             |
| Транспортный            | TCP, UDP                                                                             |
| Сетевой                 | EIGRP, ICMP, IGMP, IP, IS-IS, OSPF, RIP                                              |
| Канальный               | Arcnet, ATM, Ethernet, Frame relay, HDLC, PPP, L2TP, PPTP, SLIP, Token ring          |

Есть ещё целый ряд протоколов, ещё не стандартизированных, но уже очень популярных в интернете:
| - OSCAR - CDDB - MFTP (сеть eDonkey2000) | - BitTorrent - Gnutella |

Эти протоколы в большинстве своём нужны для обмена файлами и текстовыми сообщениями, на некоторых из них построены целые файлообменные сети.

## Структура (службы и услуги)
В настоящее время в интернете существует достаточно большое количество служб, обеспечивающих работу со всем спектром ресурсов.
Наиболее известными среди них являются:
- служба DNS, или система доменных имён, обеспечивающая возможность использования для адресации узлов сети мнемонических имён вместо числовых адресов;
- электронная почта (E-mail), обеспечивающая возможность обмена сообщениями одного человека с одним или несколькими абонентами;
- служба IRC, предназначенная для поддержки текстового общения в реальном времени (chat);
- телеконференции, или группы новостей (Usenet), обеспечивающие возможность коллективного обмена сообщениями;
- служба FTP — система файловых архивов, обеспечивающая хранение и пересылку файлов различных типов;
- служба Telnet, предназначенная для управления удалёнными компьютерами в терминальном режиме;
- World Wide Web (WWW, W3, «Всемирная паутина») — гипертекстовая (гипермедиа) система, предназначенная для интеграции различных сетевых ресурсов в единое информационное пространство;
- Потоковое мультимедиа.

Перечисленные выше службы относятся к стандартным. Это означает, что принципы построения клиентского и серверного программного обеспечения, а также протоколы взаимодействия сформулированы в виде международных стандартов. Следовательно, разработчики программного обеспечения при практической реализации обязаны выдерживать общие технические требования.
Наряду со стандартными службами существуют и нестандартные, представляющие собой оригинальную разработку той или иной компании. В качестве примера можно привести различные системы типа Instant Messenger (своеобразные интернет-пейджеры — ICQ, AOL и т. п.), системы интернет-телефонии, трансляции радио и видео и т. д. Важной особенностью таких систем является отсутствие международных стандартов, что может привести к возникновению технических конфликтов с другими подобными сервисами.
Для стандартных служб также стандартизируется и интерфейс взаимодействия с протоколами транспортного уровня. В частности, за каждым программным сервером резервируются стандартные номера TCP- и UDP-портов, которые остаются неизменными независимо от особенностей той или иной фирменной реализации как компонентов сервиса, так и транспортных протоколов. Номера портов клиентского программного обеспечения так жёстко не регламентируются. Это объясняется следующими факторами:
- во-первых, на пользовательском узле может функционировать несколько копий клиентской программы, и каждая из них должна однозначно идентифицироваться транспортным протоколом, то есть за каждой копией должен быть закреплён свой уникальный номер порта;
- во-вторых, клиенту важна регламентация портов сервера, чтобы знать, куда направлять запрос, а сервер сможет ответить клиенту, узнав адрес из поступившего запроса.

Услуги
В настоящее время наиболее популярные услуги интернета — это:
- Всемирная паутина
  - Веб-форумы
  - Блоги
  - Вики-проекты (в частности, Википедия)
  - Интернет-магазины
  - Интернет-аукционы
  - Социальные сети
- Электронная почта и списки рассылки
- Группы новостей (в основном Usenet)
- Файлообменные сети
- Электронные платёжные системы
- Интернет-радио
- Интернет-телевидение IPTV
- IP-телефония
- Мессенджеры
- FTP-серверы
- IRC (реализовано также как веб-чаты)
- Поисковые системы
- Интернет-реклама
- Удалённые терминалы
- Удалённое управление
- Многопользовательские игры
- Веб 2.0
- Интернет-трейдинг

## Браузеры
Браузер — компьютерная программа для просмотра веб-страниц.
Существует довольно много браузеров. Одни из самых популярных: Google Chrome, Microsoft Edge, Mozilla Firefox, Safari и Opera.

## Языки
Свобода доступа пользователей Интернета к информационным ресурсам не ограничивается государственными границами и/или национальными доменами, но языковые границы сохраняются. Преобладающим языком Интернета является английский язык. Русский язык занимает седьмое место.
Язык является одним из часто используемых признаков деления Интернета, наряду с делением по государствам, регионам и доменам первого уровня. Название языковых сфер Интернета даётся по названию используемого языка. Русскоязычная сфера Интернета получила название «Русский интернет», сокращённо Рунет.

### Рунет
Рунет (с прописной буквы, читается [рунэ́т]) — русскоязычная часть всемирной сети Интернет. Более узкое определение гласит, что Рунет — это часть Всемирной паутины, принадлежащая к национальным доменам .su, .ru и .рф. 1987—1994 годы стали ключевыми в зарождении русскоязычного Интернета. 28 августа 1990 года профессиональная научная сеть, выросшая в недрах Института атомной энергии им. И. В. Курчатова и ИПК Минавтопрома и объединившая учёных-физиков и программистов, соединилась с мировой сетью Интернет, положив начало современным российским сетям. 19 сентября 1990 года был зарегистрирован домен первого уровня .su в базе данных Международного информационного центра InterNIC. В результате этого Советский Союз стал доступен через Интернет. 7 апреля 1994 года в InterNIC был зарегистрирован российский домен .ru.
Домен «.рф» (punycode: xn--p1ai; Российская Федерация), позволяющий использовать в адресе URL кириллические символы, делегирован в корневой зоне DNS 12 мая 2010 года около 17:20 по московскому времени. По статистике Технического центра «Интернет», на конец 2010 года в зоне .рф зарегистрировано около 700 тыс. доменов, около 350 тыс. из них делегировано. По данным Координационного центра национального домена сети Интернет, из доменных имён в зоне .рф, зарегистрированных к настоящему времени, только 8 % представляют собой общеупотребительные слова русского языка. Ещё 30 % образованы несколькими словами, все остальные домены представляют собой имена людей, литературных персонажей, названий компаний. Подавляющее большинство имён принадлежит владельцам товарных знаков. Почти половина имён была зарегистрирована в Москве, ещё 9 % — в Московской области, 8 % — в Санкт-Петербурге.

## Юридические аспекты
3 июня 2011 года была принята резолюция ООН, признающая доступ в Интернет базовым правом человека. Таким образом, отключение тех или иных регионов от Интернета является нарушением прав человека.

## Основные области использования

### Электронный бизнес
По результатам исследований, большинство ресурсов Интернета так или иначе связаны с коммерческой деятельностью. Интернет используется для рекламы и непосредственной продажи товаров и услуг, для маркетинговых исследований, электронных платежей и управления банковскими счетами.
Согласно докладу Oxford Economics, общий объём электронной торговли товарами и услугами, а также рынок цифровых продуктов и услуг в совокупности оценивается во всемирном масштабе в 20,4 триллионов долларов США, что составляет примерно 13,8 % всемирного объёма продаж.

### Средства массовой информации
По жанрам интернет-издания не отличаются от офлайновых — есть новостные сайты, литературные, научно-популярные, детские, женские и т. п. Однако, если офлайновые издания выпускаются периодически (раз в день, неделю, месяц), то интернет-издания обновляются по мере появления нового материала. Также существует интернет-радио и интернет-телевидение.
Благодаря развитию интернет-СМИ, количество людей, предпочитающих читать бумажную прессу, с каждым годом сокращается. Так, опросы общественного мнения в 2009 г. показывали, что только 19 % жителей США в возрасте от 18 до 35 лет просматривают бумажную прессу. Средний возраст читателей бумажных газет в США равен 55 годам. Общий тираж выпускаемых в США газет с 1989 по 2009 годы сократился с 62 млн до 49 млн экземпляров в день.